# Мушрик
Мушри́к — прихильник ширку (багатобожжя). Так в ісламі називають язичників (баготобожників), що поруч із творцем визнають існування інших богів та напівбогів
Більшість мусульманських улемів вважають, що мушриками є лише багатобожники і цим словом не можна називати «людей писання» (юдеїв та християн). Одначе є й такі, які стверджують, що так можна називати усіх немусульман.
Ваххабіти та інші радикальні течії в сунітському ісламу вважають мушриками навіть мусульман-шиїтів та суфіїв через те, що вони моляться до святих та надають важливого значення священним місцям та предметам.
Мушрикам заборонено входити на територію мекканської мечеті «Аль-Харам». Щодо можливості відвідин мушриками інших мечетей, існують різні думки. Для прикладу, Малік ібн Анас вважав, що мушрикам заборонено заходити до будь-якої мечеті, а Абу Ханіфа вважав це у певних випадках дозволеним, бо пророк Мухаммед приймав у мечеті делегації різних язичницьких племен.
Мусульманам заборонено просити в Аллаха прощення для мушриків, навіть якщо це їх родичі.
Більшість мусульманських улемів також вважає, що померлі неповнолітні діти мушриків, що були нездатними до самостійного мислення, будуть пробачені Аллахом.